# Hochdorf, Biberach
Hochdorf, Biberach là một xã ở huyện Biberach ở bang Baden-Württemberg thuộc nước Đức. Đô thị này có diện tích 23,77 km², dân số thời điểm 31 tháng 12 năm 2020 là 2360 người.